# Martha Schicht
Martha Anna Schicht (rozená Schicht, 22. října 1884 Liberec – 5. července 1963 Chur) byla česko-německá cestovatelka, filmařka, spisovatelka a dokumentaristka, manželka ústeckého průmyslového magnáta Heinricha Schichta. Jako jedna ze dvou žen v prvorepublikovém Československu absolvovala cestu kolem světa, ze které pořídila kinematografický záznam, který po svém návratu v rámci cestopisných přednášek prezentovala. Po roce 1945 byla jakožto česká Němka odsunuta do Spolkové republiky Německo, posléze pak dožila ve Švýcarsku.

## Život

### Mládí
Narodila se v Liberci do boční rodinné větve rodu česko-německých průmyslníků Schichtových. V mládí studijně pobývala v Ústí nad Labem, kde se zamilovala do svého bratrance Heinricha Schichta, jehož otec Johann Schicht vybudoval v Ústí nad Labem rozsáhlý podnik na zpracování tuků (pozdější Setuza) a patřil k jedněm z nejbohatších továrníků v českých zemích. Sňatek uzavřeli okolo roku 1910.
Heinrich Schicht podnik po otci převzal a s Marthou společně žili v Ústí nad Labem, kde založili rodinu. Manželé Schichtovi jsou uváděni jako účastníci veřejného a spolkového česko-německého života v Ústí: Martha byla mj. mecenáškou a nadšenou podporovatelkou instituce městského divadla a stálou nájemkyní jedné z hledištních lóží. Manželé společně žili v tzv. Schichtově vile na okraji města.

### Cestování
Díky rodinnému finančnímu zázemí mohla Martha v doprovodu své služebné vykonat v letech 1931 až 1932 cestu kolem světa. Tu absolvovala v plném komfortu luxusních zaoceánských lodí. Obě dámy vypluly koncem roku 1931 z francouzského přístavu Cherbourg a nastoupili půl roku trvající cestu po trase New York – Káhira – Dillí – Bangkok – Peking – Kjóto – Kalifornie – New York, odkud odpluly zpět do Evropy a 15. dubna 1932 přijely zpět do Čech. Z celé cesty pořídila Marta Schicht deníkový cestopis a také filmový záznam. Její filmový dokument se nedochoval.
Po svém návratu do Ústí nad Labem uspořádala sérii cestopisných přednášek a také promítání svého dokumentu pod názvem Eine Weltreise in Dur und Moll (Cesta kolem světa v dur a moll), rovněž knižně vydala svůj cestopis. Absolvování takto dlouhé cesty nebylo pro ženu tehdy nijak obvyklé a Martha Schicht se stala teprve druhou ženou z tehdejšího Československa (první byla spisovatelka, učitelka a cestovatelka Barbora Markéta Eliášová), které v období před druhou světovou válkou absolvovaly cestu kolem světa.

### Po roce 1945
Po konci druhé světové války a vyhlášení odsunu českých a sudetských Němců z Československa odešla se svými příbuznými do Spolkové republiky Německo, následně se usadila ve Švýcarsku. Zemřela 5. června 1963 ve švýcarském městě Chur ve věku 78 let.

## Dílo
- Eine Weltreise in Dur und Moll (1932) – filmový dokument, nedochoval se
- Eine Weltreise in Dur und Moll (Praha: André, 1933) – cestopisný deník, ilustroval jej Alfred Kunft